# Spannpapier
Spannpapier (auch Japanpapier genannt) ist ein papierähnliches Material, welches z. B. zum Bespannen von Flugmodellen benutzt wird. Früher wurde es auch für manntragende Flugzeuge verwendet.
Es wird mit Stärkekleister auf Tragflächen und Leitwerke (teilweise auch auf den Rumpf) aufgebracht, mit Wassernebel vorgespannt und mehrere Male mit Spannlack gestrichen. Beim Eintrocknen schrumpft der Lack und spannt das Papier endgültig.